# Ville nouvelle de L'Isle-d'Abeau
Pour la commune française, voir L'Isle-d'Abeau.
La ville nouvelle de L'Isle-d'Abeau est une opération d'aménagement urbain menée dans le Nord-Isère, au sud-est de Lyon, dont la mise en œuvre a été décidée en 1968, dans le cadre de la politique des villes nouvelles françaises. Construite dès 1973, elle fut administrée de 1984 à 2005 par le Syndicat d'agglomération nouvelle de L'Isle-d'Abeau, dissous en 2007 dans la Communauté d'agglomération Porte de l'Isère.
Elle s'étend sur les communes de Villefontaine, L'Isle-d'Abeau, Saint-Quentin-Fallavier, Vaulx-Milieu et Four.
Lors de la parution de son schéma directeur en 1975, la population de la ville nouvelle est estimée pour 2010 entre 250 000 habitants, hypothèse haute servant à son dimensionnement, et 60 000 habitants, hypothèse basse à partir de laquelle la ville serait considérée comme pouvant disposer d'un niveau d'équipement viable pour ses habitants.
Néanmoins, la population sur son dernier périmètre, qui ne comprend pas les villes existantes de Bourgoin-Jallieu et La Verpillière présentes dans le périmètre initial, est d'environ 40 000 habitants à cette échéance, marquée par la fin de la phase d'hypercroissance des métropoles associée aux Trente Glorieuses. Cette hypothèse n'est donc pas atteinte, cependant, le foncier réservé aux industries finit par être très largement occupé par les entreprises, et notamment la zone logistique de Chesnes à Saint-Quentin-Fallavier.

## Historique

### 1966-1970: La genèse
Le 21 juillet 1966 est créé l'Organisme régional d'étude et d'aménagement d'aire métropolitaine (OREAM) Lyon-Saint-Étienne, auquel est assignée la rédaction d'un Schéma d'aménagement de l'aire métropolitaine (SDAM), dans lequel devraient figurer des options majeures d'aménagement pour l'agglomération lyonnaise.
Quatre possibilités sont rendues, et après plusieurs réunions avec la DATAR et le ministère de l'Équipement, le schéma qui prévaut propose la création de deux centres d'urbanisation, situés le long d'un axe autoroutier nord-sud à l'est de l'agglomération : Meximieux dans l'Ain, devant accueillir à terme 300 000 habitants, dont l'idée sera cependant reportée puis abandonnée au profit du vaste parc industriel de la Plaine de l'Ain ; et L'Isle-d'Abeau dans l'Isère, devant compter 150 000 habitants, la coupure de ces villes satellites avec Lyon étant réalisée par l'implantation de l'aéroport Lyon-Satolas. 
Le 8 février 1968, le Comité interministériel d'aménagement du territoire (CIAT) entérine simultanément la création de la ville nouvelle de L'Isle-d'Abeau et de l'aéroport Lyon-Satolas, suivi une semaine plus tard par le Conseil des ministres.
Le 24 septembre 1968, le ministre de l'Équipement et du Logement décide de mettre en place la Mission d'étude et d'aménagement de la ville nouvelle (MEAVN), qui est créée en novembre 1968 et s'installe sur la commune de L'Isle-d'Abeau le 21 janvier 1969. Elle a pour tâche l'écriture d'un livre blanc du Schéma directeur d'aménagement et d'urbanisme (SDAU), qui pose de manière plus concrète plusieurs organisations possibles de la ville nouvelle sur le site. Il est publié en mars 1970, à la suite de quoi le CIAT confirme et précise le 26 mai 1970 sa décision,,,.

### 1971-1982: Les débuts
Le 21 janvier 1971 est créé le Syndicat intercommunal d'aménagement de la ville nouvelle de L'Isle-d'Abeau (SIAVNIA) sous forme de SIVOM.
Le 10 janvier 1972 est créé l'Établissement public d'aménagement de L'Isle-d'Abeau (EPIDA).
Le 11 août 1972, le Syndicat communautaire d'aménagement de l'agglomération nouvelle de L'Isle-d'Abeau (SCANIDA) remplace le SIAVNIA. Il regroupe 21 communes : Bourgoin-Jallieu, Chamagnieu, Domarin, Four, Frontonas, Grenay, L'Isle-d'Abeau, Panossas, Roche, Ruy, Saint-Alban-de-Roche, Saint-Chef, Saint-Hilaire-de-Brens, Saint-Marcel-Bel-Accueil, Saint-Quentin-Fallavier, Saint-Savin, Satolas-et-Bonce, Vaulx-Milieu, Vénérieu, La Verpillière et Villefontaine.
La construction du premier quartier d'habitation, Les Roches à Villefontaine, est enclenchée courant 1973, dans la ZAC de Saint-Bonnet-le-Haut. Dès 1974, il compte 700 logements en construction et 300 logements habités. Le développement du parc d'activités de Chesnes à Saint-Quentin-Fallavier se fait en parallèle.
Étant aménagée dans le cadre d'une Opération d'intérêt national (OIN), c'est l'État qui délivre les permis de construire sur son territoire, initialement délimité par des Zones d'aménagement différé (ZAD), ancêtres des ZAC. Pour cela, il use principalement de son droit de préemption afin de racheter des terrains agricoles.
C'est en décembre 1975 que le Schéma directeur d'aménagement et d'urbanisme (SDAU) définitif est publié. Il est approuvé par un du décret interministériel du 10 mars 1978.
Entre 1970 et 1978, l'EPIDA regroupe entre 60 et 85 personnes, « des urbanistes, des architectes, des ingénieurs, des techniciens, des juristes, des commerciaux, des géographes, des sociologues, des cartographes, et des secrétaires administratives ».
Le 27 décembre 1978, la ville nouvelle passe de 21 à 8 communes, et est désormais composée de Four, Grenay, L'Isle-d'Abeau, Roche, Saint-Alban-de-Roche, Saint-Quentin-Fallavier, Vaulx-Milieu et Villefontaine,.

### 1983-2005: Le SAN et nouveau périmètre
En 1983, la loi Rocard modifie le statut des villes nouvelles. Les communes de Grenay, Roche et Saint-Alban-de-Roche sortent de l'ensemble en cédant une partie de leur territoire aux communes limitrophes.
Four souhaite également sortir mais sans aboutissement étant donné son refus de céder certaines parcelles. L'Isle-d'Abeau, qui avait cédé les deux tiers de son territoire à Villefontaine en juin 1981, les réintègre à la suite de son changement de maire,. Enfin, La Verpillière procède elle aussi à un échange de parcelles avec Villefontaine. La ville nouvelle prend alors son dernier périmètre.
Le 15 septembre 1984, les cinq communes restantes forment le Syndicat d'agglomération nouvelle (SAN) qui remplace le SCA.
La fin des opérations d'aménagement et de construction du SAN a lieu le 31 décembre 2005.

### Depuis 2007: La CAPI
Le 1er janvier 2007, le SAN est remplacé par une communauté d'agglomération de 23 communes, nommée Communauté d'agglomération Porte de l'Isère (CAPI).
Par le décret no 2009-6 du 5 janvier 2009 (JO du 7 janvier), l'EPIDA est transformé en EPANI (Établissement public d'aménagement Nord-Isère).
L'EPANI cesse son activité le 31 décembre 2011 ; ses aménagements en cours sont transférés à une société publique locale d'aménagement nouvellement créée, la Société d'aménagement du Rhône aux Alpes (SARA), qui opère sur 16 communes de la CAPI (Bourgoin-Jallieu, Domarin, Four, L'Isle-d'Abeau, La Verpillière, Les Éparres, Meyrié, Nivolas-Vermelle, Ruy, Saint-Alban-de-Roche, Saint-Quentin-Fallavier, Saint-Savin, Satolas-et-Bonce, Vaulx-Milieu, Villefontaine, Eclose) ainsi que sur la Communauté de communes des Collines du Nord Dauphiné (CCND).

## Identité visuelle

Évolution du logo
Logo de la ville nouvelle de L'Isle-d'Abeau à partir de 1976.
Logo de la ville nouvelle de L'Isle-d'Abeau à partir de 1985[18].
Logo du SAN de L'Isle-d'Abeau de 1985 à 2005.

Le premier logo a été utilisé dans le cadre de la campagne de promotion lancée en 1976 par l'EPIDA, intitulée « L'Isle-d'Abeau, une petite sœur pour Lyon »,.
Le second logo a été conçu par l'agence de communication lyonnaise Cachemire, à la suite d'une consultation lancée par l'EPIDA à l'automne 1983, des études montrant alors des problèmes d'image auprès des locaux et des populations environnantes.

## Situation

Carte des ZAC de la ville nouvelle, avec topographie.

D'après le schéma directeur d'aménagement et d'urbanisme de l'époque (SDAU), le site de L'Isle-d'Abeau dans le Nord-Isère a d'abord été choisi pour se trouver au carrefour de différents axes autoroutiers :
- un futur axe est-ouest (l'actuelle A43) ;
- ainsi qu'un axe nord-sud (qui d'après les plans correspondrait, au centre, au tronçon sud de l'actuelle A432 jusqu'à l'aéroport, mais qui continuerait au nord jusqu'au secteur d'Ambérieu-en-Bugey tel le prolongement de l'A48 qui était encore discuté dans les années 2000, et se prolongerait encore au nord vers Bourg-en-Bresse et au-delà tel le barreau constitué par les autoroutes A42, A40, A39 - aucune de ces autoroutes n'existait à l'époque, en plus de doubler l'A7 au sud)[22].

La position de la seconde ville nouvelle, dont seule la partie industrielle a été réalisée (le parc industriel de la Plaine de l'Ain), a également été choisie pour bénéficier des mêmes caractéristiques : le raccordement à un axe est-ouest vers Lyon (pour sa part l'actuelle A42) et à l'axe nord-sud.
Les deux villes nouvelles sont aussi déjà raccordées au train (la ligne Lyon - Grenoble dans le cas de l'Isle-d'Abeau et la ligne Lyon - Genève dans le cas du Haut-Bugey, le TGV vers Grenoble devant s'arrêter à l'Isle-d'Abeau dès 1982). L'Isle-d'Abeau bénéficiait aussi du passage de la route nationale 6.
De façon plus large, le but de la ville nouvelle était d'éviter un développement incontrôlé de l'espace urbain constitué par l'Est lyonnais, notamment d'être en dehors de la zone de nuisances du nouvel aéroport, et aussi que le nouveau pôle urbain ne soit pas trop proche de l'agglomération existante de façon à éviter que tous les emplois ne se créent sur la ville-centre et saturent les différents axes (sur le même schéma que les autres villes nouvelles en France). 
Le choix de construire d'abord la ville nouvelle sur deux pôles différents (les plateaux sud avec Villefontaine et le promontoire de l'Isle-d'Abeau) a été fixé par les prévisions d'espace nécessaire : le fond de la vallée contenait de nombreuses zones marécageuses et inconstructibles, les plages de gravier étaient réservées aux industries, et on pensait nécessaire d'exploiter tout le site ; en effet, les densités choisies pour la ville nouvelle étant basses (à la suite d'une analyse de la demande) et les prévisions de croissance démographique étant hautes (de 60 000 habitants pour l'hypothèse basse à 250 000 habitants pour l'hypothèse haute, pour environ 40 000 sur tout le site au jour de 2010), tout le foncier disponible serait potentiellement à utiliser, la capacité du promontoire n'était que de 40 000 habitants pour la densité choisie.
Il est d'abord projeté de construire un grand lac artificiel sur le site de L'Isle-d'Abeau, qui servirait de base de loisirs à la région lyonnaise alors en manque de plans d'eau, mais le projet est abandonné car difficilement réalisable, étant donné la nature du sous-sol, ou, selon les sources, la difficulté à acquérir tout le foncier nécessaire.

## Démographie
La ville nouvelle regroupe 5 communes :
| Nom                     | Code Insee | Gentilé          | Superficie (km2) | Population (dernière pop. légale) | Densité (hab./km2) |
| ----------------------- | ---------- | ---------------- | ---------------- | --------------------------------- | ------------------ |
| Villefontaine           | 38553      | Villards         | 11,63            | 18 463 (2014)                     | 1 588              |
| L'Isle-d'Abeau          | 38193      | Lillots          | 9,11             | 16 040 (2014)                     | 1 761              |
| Saint-Quentin-Fallavier | 38449      | Saint-Quentinois | 22,83            | 5 995 (2014)                      | 263                |
| Vaulx-Milieu            | 38530      | Vaulxois         | 9,02             | 2 433 (2014)                      | 270                |
| Four                    | 38172      | Fourois          | 11,82            | 1 374 (2014)                      | 116                |

| 1968  | 1975  | 1982   | 1990   | 1999   | 2006   | 2011   | 2012   |
| ----- | ----- | ------ | ------ | ------ | ------ | ------ | ------ |
| 4 243 | 7 888 | 17 428 | 29 588 | 38 769 | 42 952 | 43 307 | 43 485 |

## Urbanisme

### Constructions
La ville nouvelle est en majorité composée d'immeubles bas, d'une part (comme on en trouve dans les quartiers du Triforium ou de Fondbonnière à l'Isle-d'Abeau), et de lotissements de logements individuels, d'autre part (comme on en trouve dans les secteurs des Roches à Villefontaine ou de Pierre-Louve à l'Isle-d'Abeau), comme cela était le but initial de l'opération avec la recherche de faibles densités, intégrant la ville à la campagne. Cette intégration est également constituée par la présence régulière d'espaces verts, comme le parc Saint-Hubert à l'Isle-d'Abeau, ou la réserve naturelle de l'étang de Saint-Bonnet.
On trouve également des logements collectifs de plus forte hauteur (grands ensembles) dans le secteur de Servenoble à Villefontaine.
Étant majoritairement construite par l'État, la proportion de logements sociaux est forte : les taux de locataires HLM sont de 58 % à l'Isle-d'Abeau et de 64 % à Villefontaine, contre 11 % et 3 % de locataires privés, et 32 % et 29 % de propriétaires.
En 2004, il est par ailleurs observé qu'un certain nombre de personnes qui viennent s'installer sur le territoire de la ville nouvelle déménagent, plus tard, dans le même secteur, mais sur des communes situés en dehors de son périmètre, du fait de la faible disponibilité du produit d'accession à la propriété.

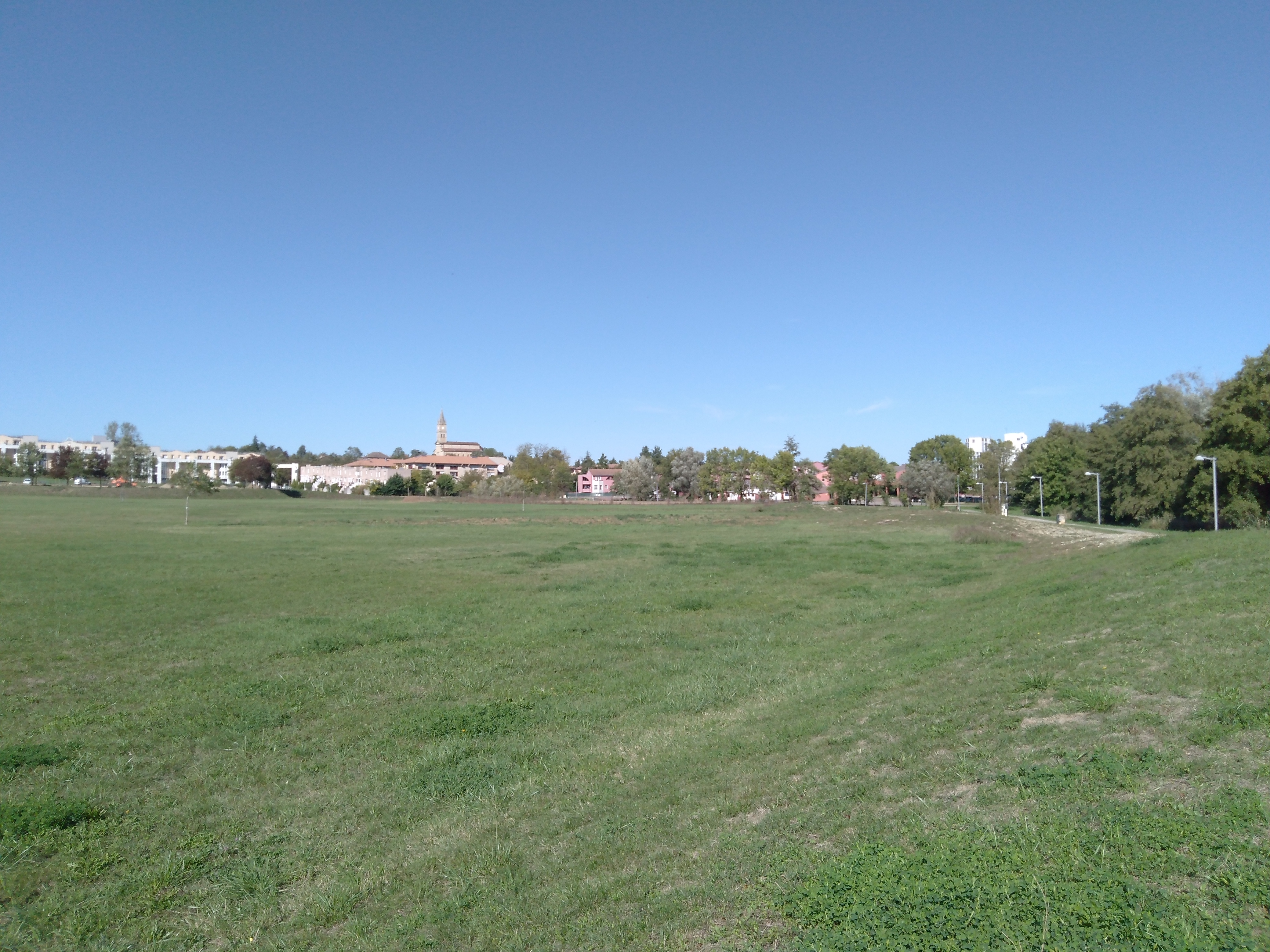
Vue sur le parc Saint-Hubert, le plus grand espace vert de l'Isle-d'Abeau. Sur la gauche, un exemple de logement collectif de l'époque.
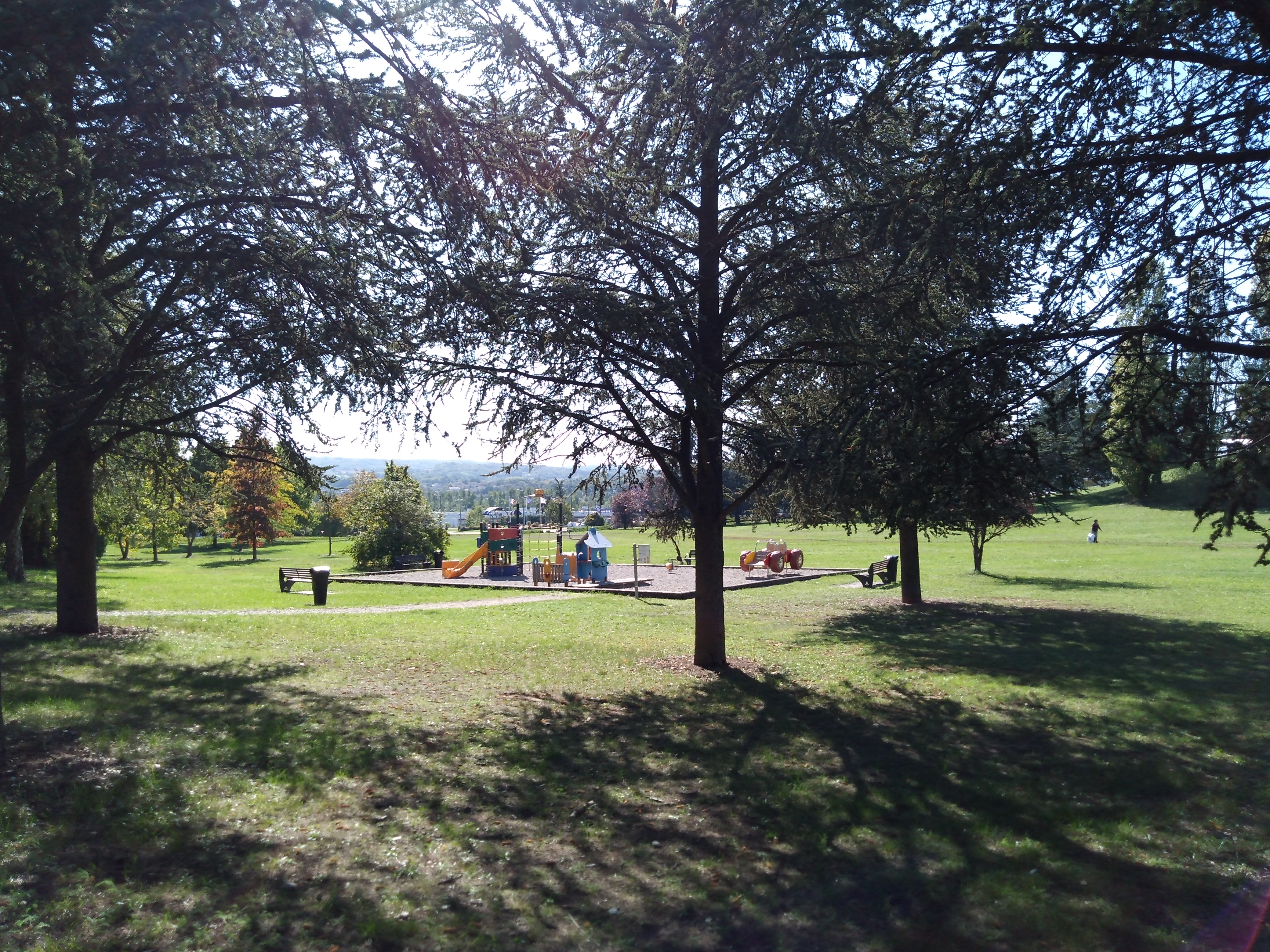
L'aire de jeux du parc Saint-Hubert, avec en fond une vue sur la vallée de la Bourbre.
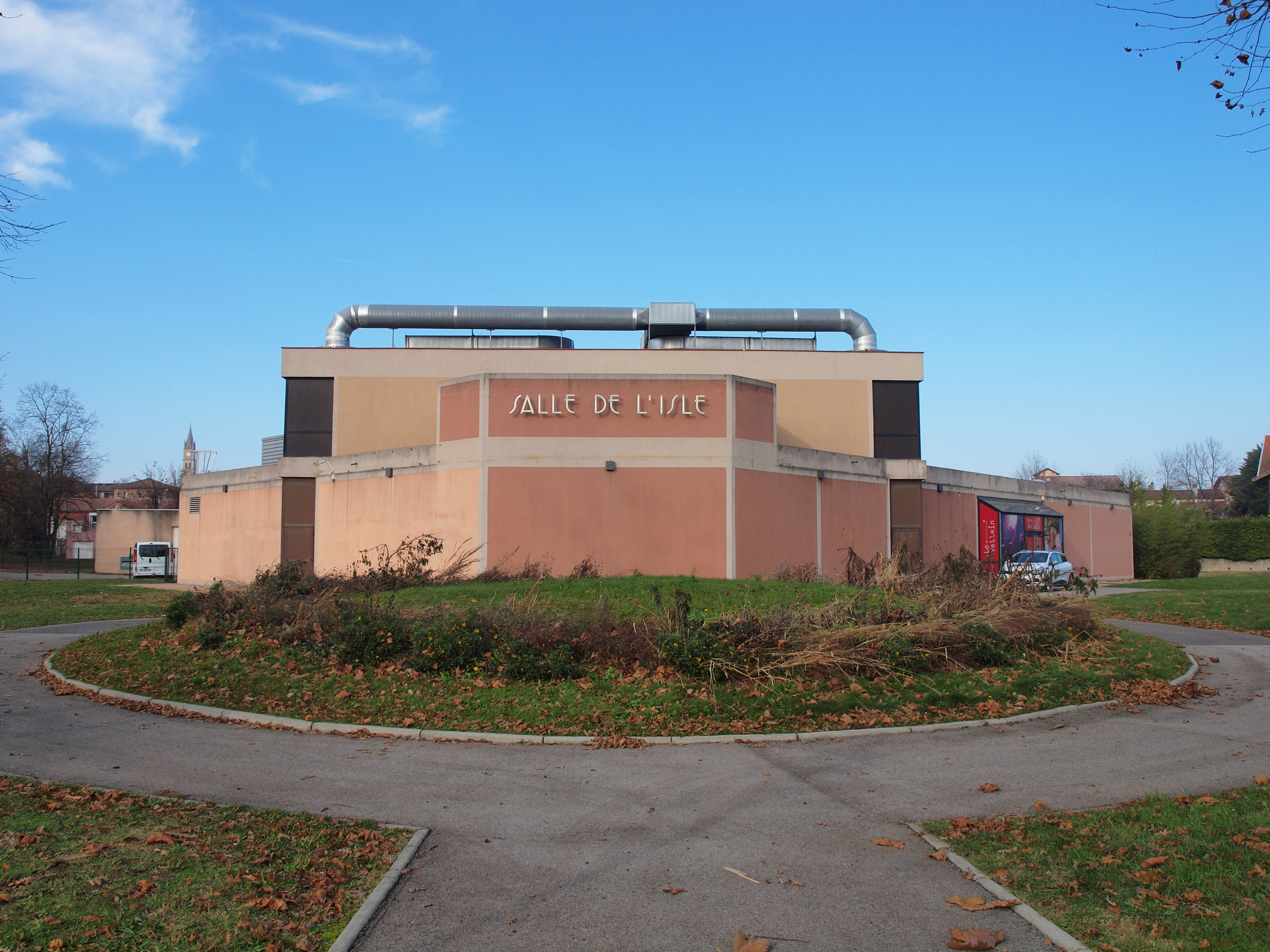
La salle de l'Isle, une salle de spectacles.
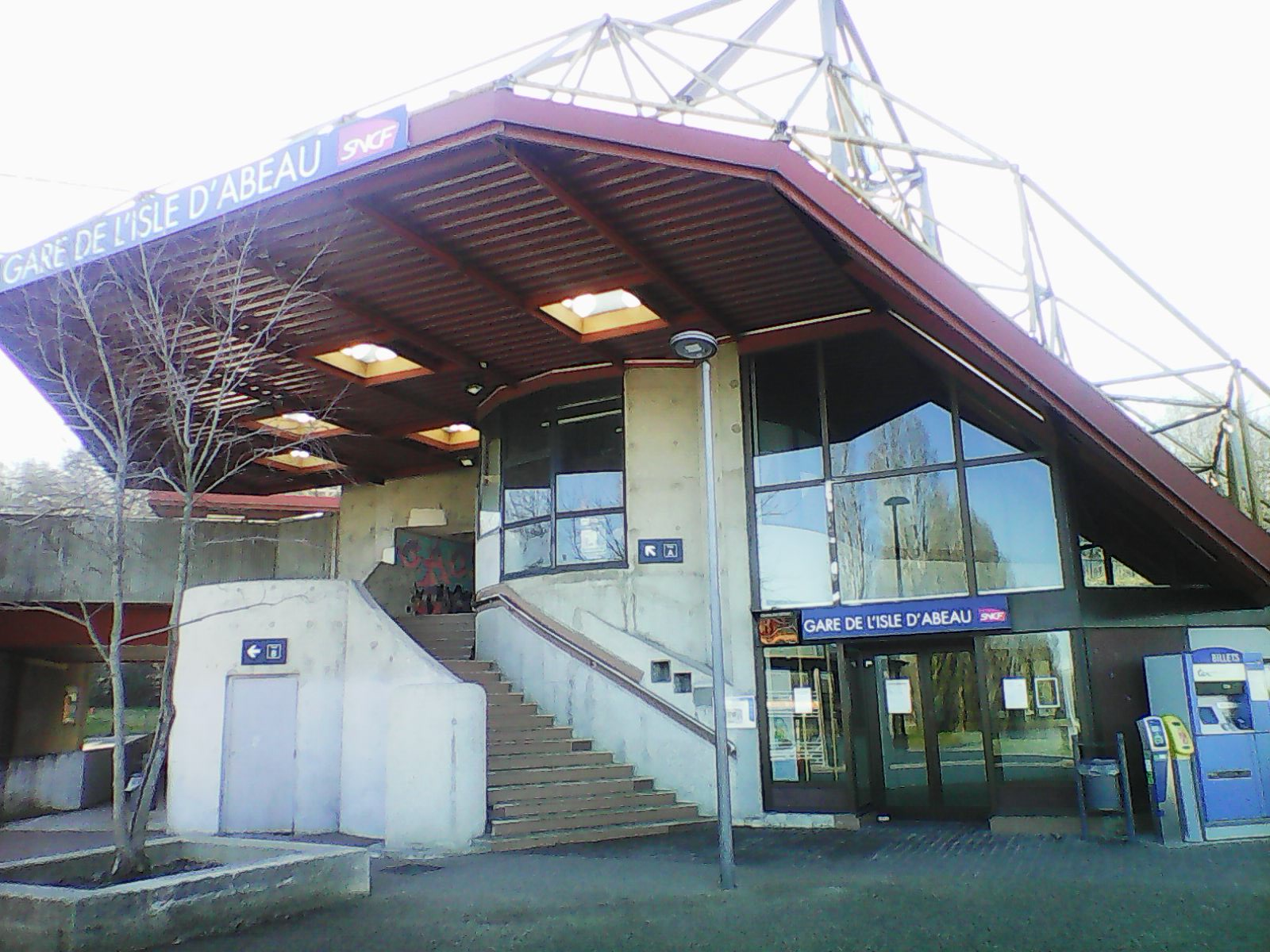
La gare de L'Isle-d'Abeau, avec sa structure en atomes sur le toit.
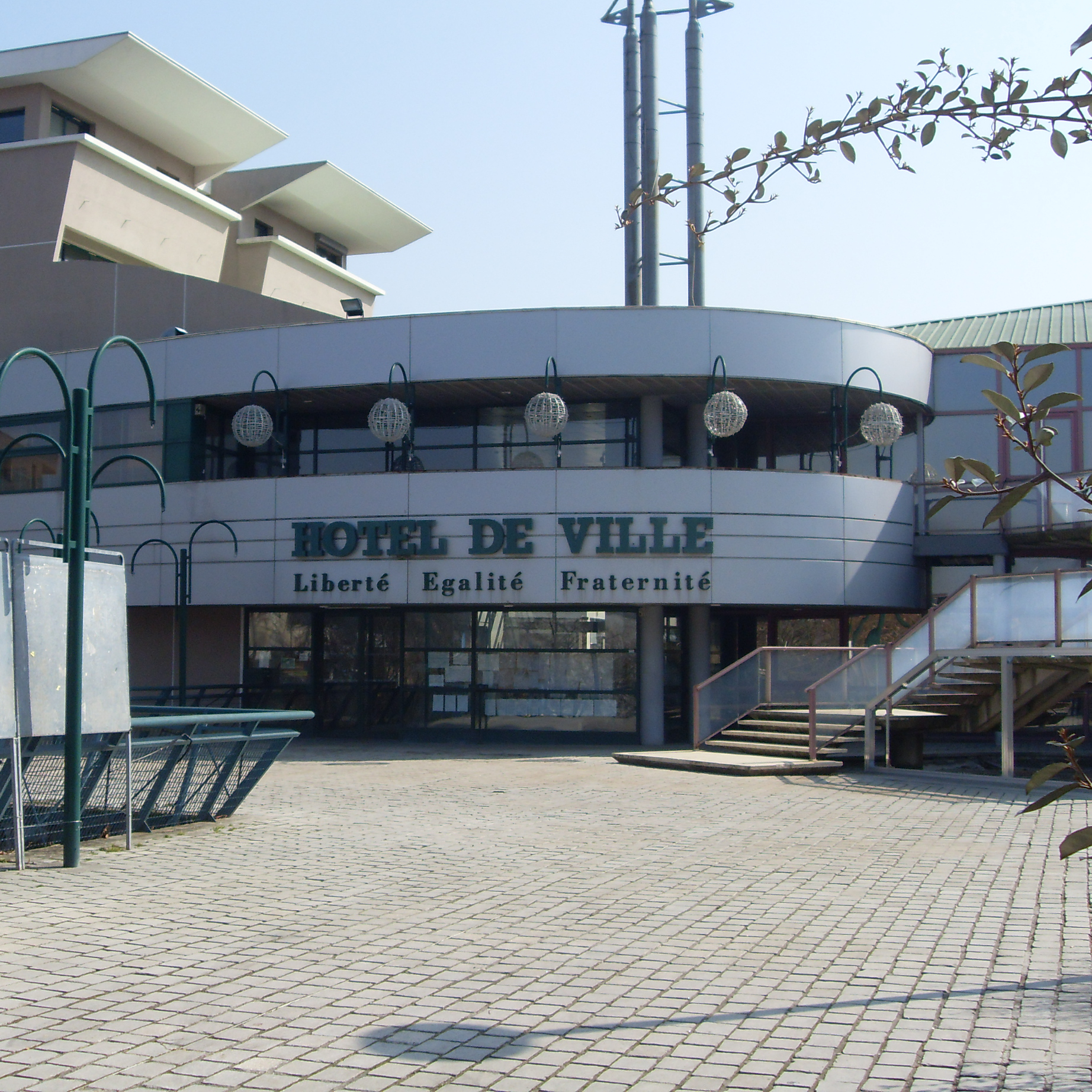
L'hôtel de ville de Villefontaine.
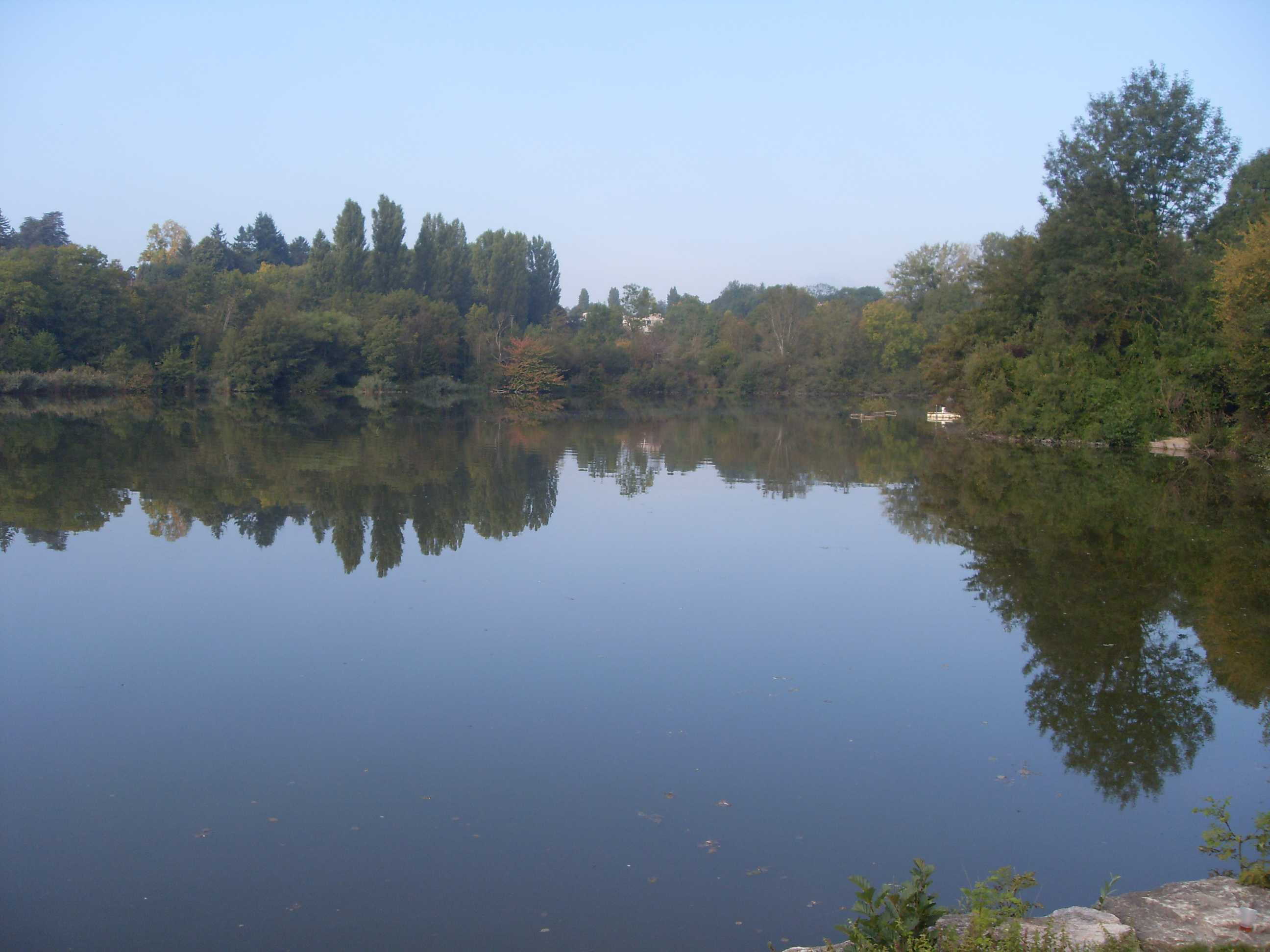
L'étang de Vaugelas à Villefontaine.
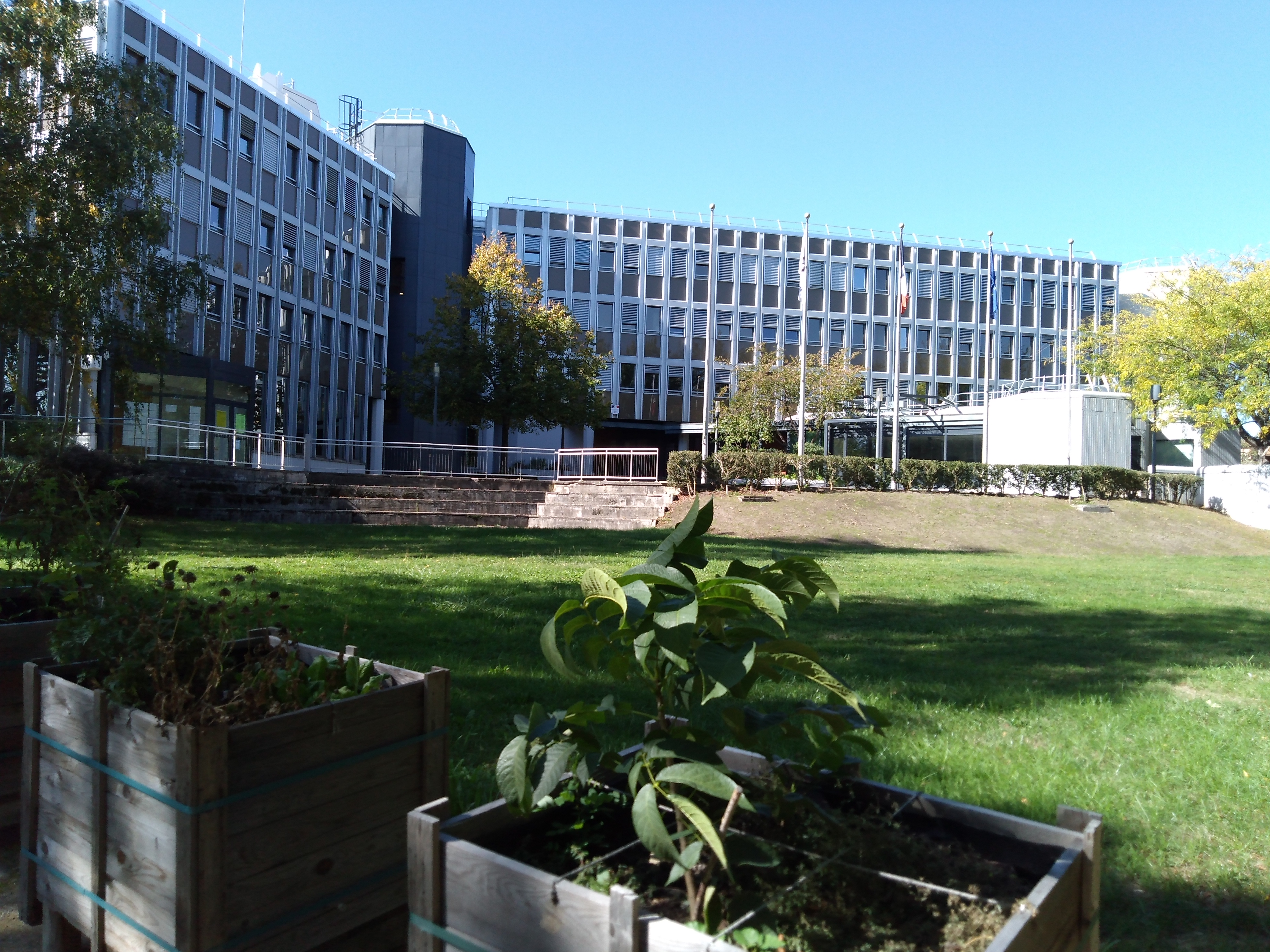
Le siège de la CAPI à l'Isle-d'Abeau.

## Direction
| Période | Période | Identité          | Étiquette | Qualité                          |
| ------- | ------- | ----------------- | --------- | -------------------------------- |
| 1972    |         | Marcel Ribail     |           | Maire de Saint-Quentin-Fallavier |
| 1977    |         | Serge Mauroit     | PS        | Maire de Villefontaine           |
| 1983    |         | Serge Mauroit     | PS        | Maire de Villefontaine           |
| 1987    |         | Gérard Palabost   |           |                                  |
| 1990    |         | Michel Bacconnier | PCF       | Maire de Saint-Quentin-Fallavier |
| 2001    |         | Alain Rossot      | PS        | Maire de L'Isle-d'Abeau          |

| Période            | Période | Identité                        | Étiquette | Qualité                                  |
| ------------------ | ------- | ------------------------------- | --------- | ---------------------------------------- |
| 1972               |         | Jean Morel                      |           |                                          |
| 1er janvier 1979   |         | Jean-Paul Paufique              |           | Ingénieur en chef des ponts et chaussées |
| 15 juillet 1981    |         | Jean Graujeman                  |           | Ingénieur en chef des ponts et chaussées |
| 1er juillet 1985   |         | Paul Martin                     |           | Ingénieur en chef des ponts et chaussées |
| 1er septembre 1988 |         | André Pollet                    |           | Ingénieur des ponts et chaussées         |
| 14 janvier 1994    |         | Jean Frebault                   |           | Ingénieur général des ponts et chaussées |
| 20 avril 1999      |         | Jean Pierre Guillaumat-Tailliet |           |                                          |
| 3 mai 2002         |         | Michel-André Durand             |           |                                          |
| 21 octobre 2008    |         | Pascal Hornung                  |           |                                          |

| Période | Période | Identité           | Étiquette | Qualité                          |
| ------- | ------- | ------------------ | --------- | -------------------------------- |
| 1972    |         | Jean Platroz       |           | Maire de Saint-Alban-de-Roche    |
| 1975    |         | Pierre Grataloup   | DVD       | Maire de Saint-Chef              |
| 1985    |         | Alain Rossot       | PS        | Maire de L'Isle-d'Abeau          |
| 1987    |         | Pierre Oudot       | PS        | Maire de Bourgoin-Jallieu        |
| 1995    |         | Raymond Feyssaguet | UDF       | Maire de Villefontaine           |
| 2001    |         | Michel Bacconnier  | PCF       | Maire de Saint-Quentin-Fallavier |
| 2009    |         | Patrick Margier    | UDI       | Maire de La Verpillière          |

## Infrastructures

### Transports
En 1978, la ligne Bus-Express, qui relie L'Isle-d'Abeau à la Part-Dieu en 45 minutes, est créée. Actuellement, l'offre interurbaine équivalente est celle de la région, les Cars Région Express X05, X06 et X07, qui ont pu par exemple correspondre aux lignes 1920, 1930 et 1940 du réseau Transisère lorsqu'elles étaient gérées par le département.
Sur le plan du transport urbain, le réseau IDAbus est lancé en 1981. Il fusionnera en 2003 avec celui de Bourgoin-Jallieu (TUB), également crée en 1981, pour créer le Réseau urbain Bourgoin-Jallieu - Agglomération nouvelle (RUBAN).
La gare de L'Isle-d'Abeau accueille quant à elle son premier train le 29 septembre 1985.
Du fait de son caractère excentré (séparé du centre urbain de la commune de L'Isle-d'Abeau par la Bourbre, ainsi que l'autoroute, le dénivelé et la zone commerciale qui la longent), cette gare nouvelle accueille un trafic plus faible que la gare de La Verpillière, desservant Villefontaine, son guichet a d'ailleurs été fermé.

### Télédistribution
Dès 1974, un réseau de télévision par câble est construit sur la ville nouvelle. En 2001, il compte environ 11 000 prises,.
Du 12 au 25 mai 1984, l'expérimentation de deux chaînes de télévision locales, nommées TELIDA 4 et 5, est lancée.
Vers 2004, le réseau câblé commence à être rénové. La captation des chaînes de télévision, qui se faisait alors par des pylônes disposés dans chaque quartier, passe désormais par un réseau fibre optique construit par le SAN. Par la suite, d'autres travaux de modernisation ont été effectués afin de pallier les problèmes de transmissions, notamment un passage sur une architecture FTTLA.
Il n'est cependant pas prévu que ce réseau permette l'accès à internet par la technologie DOCSIS ; la couverture FTTH devrait être assurée dans les prochaines années par le projet du département, Numer'Isère.

## Sécurité
Le décret n°96-1156 du 26 décembre 1996 fixant la liste des zones urbaines sensibles catégorise en tant que tel les quartiers de Servenoble, Saint-Bonnet et Les Roches à Villefontaine.
Selon un article publié par la chercheuse Christelle Chichignoud dans la revue de géographie Hérodote en 2004, « pour une partie des acteurs locaux du secteur de la ville nouvelle, l’annonce du classement de Villefontaine comme l’une des 23 zones prioritaires dans la lutte contre l’insécurité fut une surprise ». « Cette représentation se juxtapose à celle d’un territoire de la ville nouvelle au paysage verdoyant, bien aménagé, où le pavillonnaire domine, autrement dit un espace agréable à vivre. Le bâti, les couleurs appuyées des façades et les nombreuses coupures vertes font qu’on est loin de l’image de tours, de barres d’immeubles associée dans l’imaginaire collectif aux problèmes de délinquance. Cet environnement périurbain agit comme un écran dans la perception de la délinquance ».
Elle postule également que « pour un certain nombre d’acteurs, l’annonce du ministère de l’Intérieur ne faisait que révéler la réalité et l’ampleur des phénomènes de délinquance sur Villefontaine : ces acteurs sont ceux qui disposent de données chiffrées, recoupées de sources différentes. Ces informations ne sont connues et partagées qu’entre un petit nombre d’initiés : les représentants de l’État, préfecture et gendarmerie, le maire avec ses plus proches collaborateurs. C’est ce qui explique que la plupart des acteurs locaux ne peuvent pas disposer d’une vision d’ensemble de la diversité, de l’ampleur et de l’ancrage territorial des formes de délinquance en secteur ville nouvelle ».
Pour la même chercheuse, à l'époque, « Une délinquance de proximité, dite également de quartier, est présente à Villefontaine comme sur les communes avoisinantes. Elle se caractérise par des vols dans les voitures, vols à l’étalage dans les commerces, vols de portable ainsi que de petits cambriolages. Elle concerne les plus jeunes dès 13-14 ans. Cette forme de délinquance sert essentiellement à financer la consommation de shit ou à payer petit matériel hi-fi, vêtements... Une autre forme de délinquance qu’on pourrait qualifier de semi-proximité est également constatée : des délinquants disposant d’une voiture ou d’un deux roues, même s’ils n’ont pas l’âge ou le permis de conduire, vont commettre des vols et des cambriolages hors de leur quartier mais dans un périmètre qui reste localisé sur le secteur de la ville nouvelle et de ses environs ». « Ces délinquances de proximité constituent l’essentiel de l’activité chiffrée recensée par la gendarmerie ».
Enfin, la topologie partiellement périurbaine et éclatée aurait des effets sur l'organisation et la capacité à endiguer cette délinquance : « La conséquence directe est un étalement de l’habitat et donc de l’espace à surveiller. Le plus souvent, l’accès aux habitations se fait par une rue en cul-de-sac, mais de nombreuses allées non goudronnées, interdites aux véhicules, barrées par des plots parcourent et bordent les lotissements. Comme les allées et petits passages permettent aux voleurs de s’enfuir même à pied, ce sont des lieux très prisés pour les petits cambriolages. Pourtant la majorité de ces logements appartiennent à des bailleurs sociaux, la population y a donc des revenus modestes. Mais les petits délinquants recherchent dans ses habitations du matériel peu lourd, facilement transportable ». Elle ajoute que « Cette forme de délinquance est particulièrement difficile à anticiper et à endiguer parce que les cambriolages sont rapides, et qu’en outre l’urbanisme ne facilite ni la surveillance, ni les interventions ».
Fin 2013 est annoncée la création d'une zone de sécurité prioritaire, incluant les communes de Villefontaine, L'Isle-d'Abeau, La Verpillière et le quartier des Moines à Saint-Quentin-Fallavier, ce qui inclut l'essentiel des quartiers d'habitation de la ville nouvelle.
En annexe du rapport d'évaluation du CUCS et de préparation du contrat de ville 2015-2020 de la Communauté d'agglomération Porte de l'Isère, paru en février 2015, il est noté « des inquiétudes sur le déplacement de la délinquance de la ZSP vers les territoires non ZSP notamment dans les quartiers de Bourgoin ». En mars 2016, l'adjoint à la sécurité de Bourgoin-Jallieu explique à L'Essor que « La création de ZSP sur Villefontaine et l’Isle-d’Abeau a déplacé de la délinquance sur notre ville qui compte 55 policiers nationaux ».
Tous les quartiers de la ville nouvelle ne sont pas touchés par un déficit d'image. Pour la chercheuse Paulette Duarte, de l'université Pierre-Mendès-France - Grenoble, « les « bons quartiers » sont le Mas de la Raz de Villefontaine, le Golf, les Trois Vallons de l’Isle d’Abeau ou le Greenland de Vaux-Milieu. Ces quartiers ne connaissent pas de dysfonctionnements urbains et sociaux et ont une image positive ».
Pour certains, selon la chercheuse, ce « sont des quartiers essentiellement composés de logements de « haut de gamme », types grandes maisons individuelles, et d’espaces verts. Ces quartiers construits récemment, au début des années 1990, sont habités par des familles aisées, dont les membres actifs sont des cadres moyens ou supérieurs. Ces quartiers sont perçus comme des quartiers très favorisés ».

### Ouvrages et études universitaires
- Marc Bédarida, L’Isle d’Abeau : territoire entre Rhône et Isère, Hartmann Edition, 2002, 125 p.  (ISBN 2-91-234407-7)
- Karine Morges, Les villes nouvelles, laboratoires d'intercommunalité ? Le cas de L'Isle d'Abeau, juin 2003, 152 p. [lire en ligne]
- Patricia Denoyer, François Gilbert, Bruno Crozat, Sophie Lacour, Au milieu pousse la campagne : La Ville Nouvelle de l’Isle-d’Abeau, histoire d’un défi fou, Éditions Des Tomes d’Histoire, novembre 2003, 107 p.  (ISBN 2-95-197170-2)
- Alain Faure, Anne-Cécile Douillet, Martin Vanier, L’Isle d’Abeau ou la ville nouvelle malgré tout, 25 p., 2005 [lire en ligne]
- Collectif de chercheurs, Yves Chalas (dir.), La ville nouvelle de L'Isle d'Abeau : origines, évolutions et perspectives, Institut d'urbanisme de Grenoble, mai 2004, 343 p. [lire en ligne]
- Collectif de chercheurs, Yves Chalas (dir.), L'Isle d'Abeau : de la ville nouvelle à la ville contemporaine, La Documentation française, septembre 2005, 239 p.  (ISBN 2-11-005984-2)
- Stéphane Rabilloud, De la planification au projet : ruptures et continuités d’un mode d’action publique : Le cas de la ville nouvelle de L’Isle d’Abeau, Université Lumière Lyon-II, juillet 2007 [lire en ligne]

### Rapports et documents institutionnels
- L’Isle d’Abeau, Ville Nouvelle : Schéma Directeur d’Aménagement et d’Urbanisme, décembre 1975, approuvé par décret interministériel du 10 mars 1978, 2 vol. 79 p. [lire en ligne]
- La Ville Nouvelle de l’Isle-d’Abeau, dossier no 122, INSEE Rhône-Alpes, décembre 1997, 42 p.
- Jean-Marie Butikofer, L’Isle d’Abeau 2015, une grande ambition pour une nouvelle agglomération, Rapport aux Ministres de l’Équipement, des Transports et du Logement, et de l’Aménagement du Territoire et de l’Environnement, juin 1998, 69 p.
- Michèle Ciavatti, Bernard Pouyet, Martin Vanier, Comment inscrire L’Isle d’Abeau dans la planification métropolitaine et la prospective territoriale ?, Rapport à l’EPIDA, INUDEL Rhône-Alpes, septembre 1998, 30 p.
- L’Isle d’Abeau et le Nord-Isère, le développement d’un pôle de l’aire métropolitaine, dossier no 142, INSEE Rhône-Alpes, septembre 2002, 55 p. [lire en ligne]